# Thord Erasmie
Thord Erasmie, född 24 november 1932 i Mariestad, är en svensk pedagog, författare och docent i pedagogik.
Efter studentexamen i Skara 1952 och filosofisk ämbetsexamen i Göteborg 1960 blev Erasmie år 1975 filosofie doktor och docent vid Linköpings universitet på avhandlingen Language Development and Social Influence.
Erasmie har arbetat som universitetslektor och forskare vid Linköpings universitet och varit ledare för flera stora forskningsprojekt. Åren 1977-88 arbetade han periodvis i Portugal med utveckling av vuxenutbildning på uppdrag av Sida samt organisationsutveckling på uppdrag av Gulbenkianstiftelsen. Han har även varit gästforskare i USA och Kanada.
Erasmie har från trycket utgivit ett 70-tal arbeten och ett stort antal artiklar i tidningar och tidskrifter.